# حبیب بهمنی
حبیب بهمنی جونقانی معروف به حبیب بهمنی ووشوکار ایرانی و مربی تیم ملی ووشو ساندا ایران. وی سرمربی تیم‌های ملی ووشو کرواسی است. 

## سوابق و افتخارات[۱]
- نایب قهرمان مسابقات کاپ جهانی بزرگسالان ایتالیا-۲۰۰۹ (۷۰کیلوگرم).[۱۷]
- عضو سابق تیم ملی ووشو (ساندا) ایران.[۱۸]
- مربی سابق تیم ملی ووشوی بزرگسالان ایران در سال ۱۳۹۸.[۱۹][۲۰]
- مدرس سمینارهای بین المللی ووشو.[۲۱][۲۲][۲۳]
- سرمربی تیم های ملی ووشو کرواسی از سال ۲۰۲۱.[۲۴]
- سرمربی تیم ملی ووشو کرواسی در پنجمین دوره مسابقات آزاد ووشو قهرمانی بالکان ۲۰۲۲-افیون قره‌حصار ترکیه، جوانان: وزن ۷۵ کیلوگرم مدال طلا, بزرگسالان:  وزن ۷۰ کیلوگرم مدال نقره. اولین مدال بزرگسالان در عرصه بین المللی کرواسی.[۲۵][۲۶][۲۷]
- سرمربی تیم ملی کرواسی در هشتمین دوره مسابقات ووشو قهرمانی جوانان جهان ۲۰۲۲-جاکارتا-اندونزی. مدال برنز وزن ۷۵ کیلوگرم. اولین مدال تاریخ ووشو کرواسی در عرصه جهانی .[۲۸][۲۹][۳۰][۳۱]
- سرمربی تیم ملی ووشو کرواسی در شانزدهمین دوره مسابقات ووشو قهرمانی جهان ۲۰۲۳- تگزاس-آمریکا تنها مربی ایرانی (مقیم ایران) در مسابقات. (آمریکا میزبان این دوره از مسابقات در زمان مقرر برای تیم های ملی ووشو چندین کشور از جمله ایران روادید صادر نکرد )[۳۲][۳۳][۳۴]
- سرمربی تیم ملی ووشو کرواسی در مسابقات ووشو  قهرمانی اروپا ۲۰۲۳-استانبول-ترکیه. بزرگسالان: مدال برنز در وزن (80 کیلوگرم), مدال طلا در وزن (۷۰ کیلوگرم), اولین مدال طلای بزرگسالان در تاریخ ووشوی کرواسی در میادین اروپایی. نوجوانان بخش پسران: دو مدال نقره (وزن های ۶۰ و ۶۵ کیلوگرم), دو مدال برنز. نوجوانان بخش دختران: دو مدال نقره (وزن های ۵۶ و ۶۰ کیلوگرم).[۳۵][۳۶][۳۷]
- سرمربی تیم ملی ووشو کرواسی در نوزدهمین دوره مسابقات ووشو قهرمانی اروپا ۲۰۲۴-استکهلم-سوئد با رقابت بیش از ۵۰۰ ورزشکار از ۳۳ کشور قاره اروپا. نتایج: یک مدال طلا, یک نقره و سه مدال برنز[۳۸]
- مربی تیم ملی ووشو ایران در دهمین دوره مسابقات ووشو قهرمانی آسیا ۲۰۲۴ ماکائو-چین. تیم ملی ووشو ایران در در این دوره از مسابقات‌ نایب قهرمان آسیا شد.[۳۹]

## فعالیت ها
حبیب بهمنی علاوه بر ورزش ووشو در حوزه عکاسی نیز فعالیت دارد، وی همچنین مدرس موسیقی، ساز هارمونیکا (سازدهنی) است. 
او ساز هارمونیکا را نزد بابک صفرنژاد آموخت،  مدتی در سوئد به آموزش این ساز پرداخت، چندین اجرا در اروپا داشته و با خوانندگان و آهنگسازانی چون مهرداد نصرتی همکاری کرده است.